# Tadeusz Pawlikowski (endokrynolog)
Tadeusz Ewaryst Pawlikowski (ur. 25 października 1904 w Mikołajewie, zm. 19 kwietnia 1985 w Łodzi) – polski profesor nauk medycznych w zakresie endokrynologii i histologii, rektor Akademii Medycznej w Łodzi (1968–1972)

## Życiorys
Tadeusz Pawlikowski urodził się w rodzinie nauczycieli Antoniego Pawlikowskiego i Marianny z Jakubowiczów. Po przeprowadzce do Łodzi uczył się w prywatnej szkole powszechnej. W 1925 ukończył naukę w Państwowym Gimnazjum im. M. Kopernika w Łodzi. W 1931 ukończył studia medyczne na Uniwersytecie Poznańskim, uzyskując dylom doktora wszechnauk lekarskich. 20 kwietnia 1939 uzyskał habilitację jako docent histologii prawidłowej na Wydziale Lekarskim UP. Tytuł profesora zwyczajnego otrzymał w 1956. W latach 1928–1939 należał do grona pracowników naukowo-dydaktycznych Wydziału Lekarskiego Uniwersytetu Poznańskiego. Działał w Polskim Towarzystwie Anatomicznym. Jako lekarz Armii Poznań przeszedł kampanię wrześniową w szeregach Wojska Polskiego. Brał udział w bitwie nad Bzurą. Podczas okupacji niemieckiej był współorganizatorem konspiracyjnej służby lekarskiej Armii Krajowej.
Po zakończeniu wojny włączył się w odbudowę medycyny polskiej. W latach 1948–1957 pracował w Śląskiej Akademii Medycznej w Rokitnicy / Zabrzu, będąc tam założycielem i kierownikiem Katedry i Zakładu Histologii (1948–1957), pierwszym dziekanem Wydziału Lekarskiego (1948–1951) i prorektorem dla spraw nauki (1952–1957). Należał do Komisji Organizacji Szkolnictwa Wyższego w Łodzi, wypełniał obowiązki lekarza Ubezpieczalni Społecznej w Łodzi. Prowadził też wykłady na Uniwersytecie Poznańskim. W latach 1957–1975 był kierownikiem Katedry Endokrynologii Akademii Medycznej w Łodzi, dyrektorem instytutu Endokrynologii, prodziekanem dla spraw nauki Wydziału Lekarskiego (1961–1966), dziekanem Wydziału Lekarskiego (1966–1968), a w latach 1968–1972 rektorem Akademii Medycznej w Łodzi. Od 1959 pełnił funkcję redaktora naczelnego pisma „Endokrynologia Polska”.
W latach 60. zajmował mieszkanie po przedwojennych właścicielach budynku w kamienicy Szymela i Heleny Wileńskich w Łodzi. W tym samym obiekcie od zakończenia II wojny światowej do 1952 mieściła się lokalna siedziba Polskiej Partii Robotniczej, a następnie Polskiej Zjednoczonej Partii Robotniczej.

Był współorganizatorem Polskiego Towarzystwa Endokrynologicznego, przewodniczył Wydziałowi Lekarskiemu Łódzkiego Towarzystwa Naukowego, członkiem Międzynarodowego Towarzystwa Endokrynologicznego, honorowym członkiem Towarzystwa Lekarzy Czechosłowackich. Był współzałożycielem Stowarzyszenia Wychowanków Gimnazjum i Liceum im. Mikołaja Kopernika w Łodzi oraz jego pierwszym prezesem (1957–1971). Autor licznych publikacji z zakresu endokrynologii, prac o charakterze dydaktycznym oraz wspomnień z lat nauki w gimnazjum.

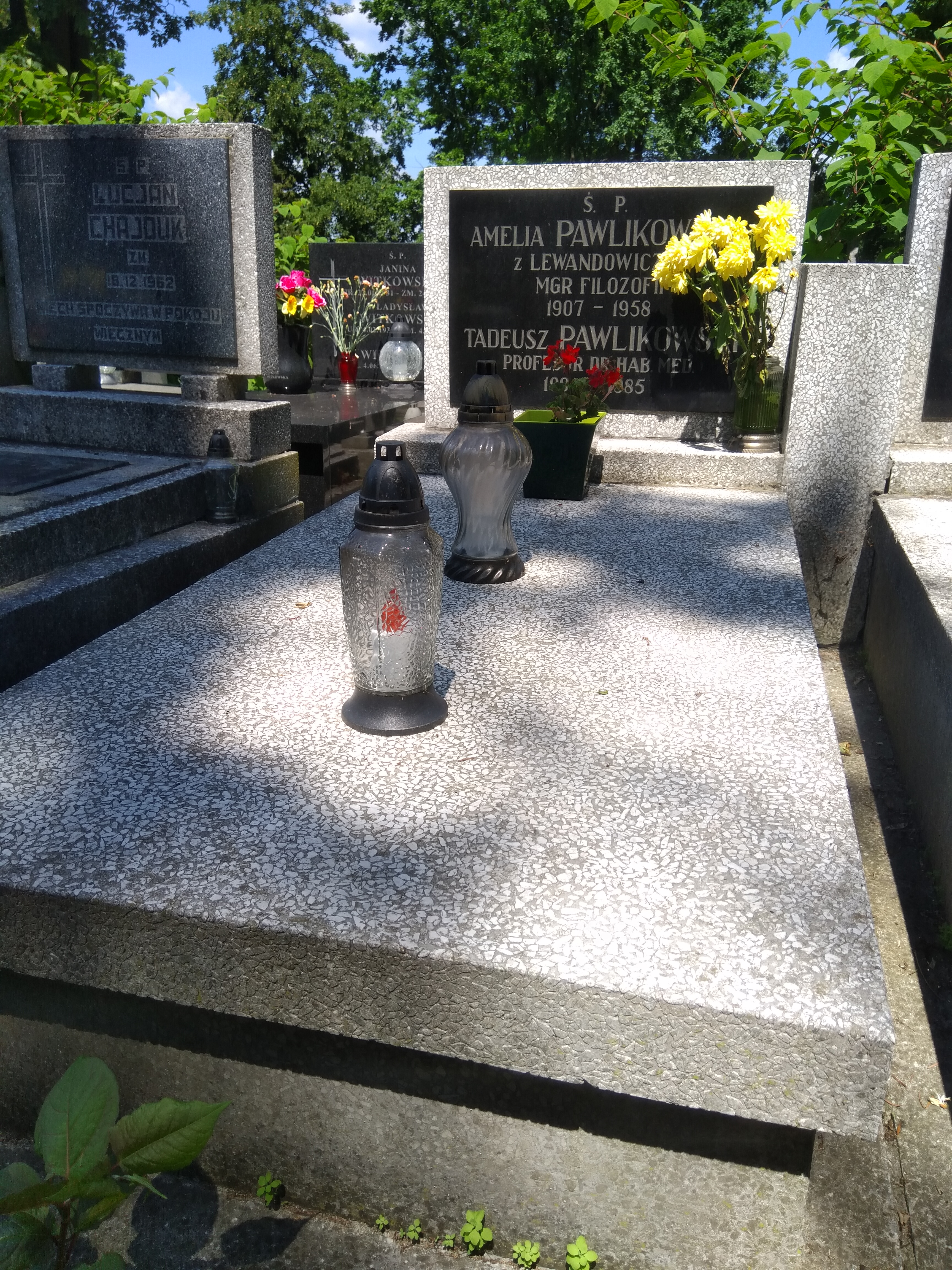
Grób profesora Tadeusza Pawlikowskiego na Starym Cmentarzu w Łodzi

Tadeusz Pawlikowski został pochowany na Starym Cmentarzu w Łodzi.

## Wyróżnienia i nagrody
- Krzyż Komandorski Orderu Odrodzenia Polski[1]
- Złoty Krzyż Zasługi (1954, za zasługi w pracy naukowej i dydaktycznej w dziedzinie medycyny)[8]
- Nagroda Warszawskiego Towarzystwa Naukowego
- Nagroda Ministra Zdrowia i Opieki Społecznej[1]
- Państwowa Nagroda Naukowa
- Nagroda Naukowa Miasta Łodzi[1]
- Doktor honoris causa Śląskiej Akademii Medycznej[1]
- Doktor honoris causa Akademii Medycznej w Łodzi[1]